# Silaus gasparinii
Silaus gasparinii är en flockblommig växtart som beskrevs av Carl Fredrik Nyman. Silaus gasparinii ingår i släktet Silaus och familjen flockblommiga växter. Inga underarter finns listade i Catalogue of Life.